# 関根組と堀井一家の抗争事件
関根組と堀井一家の抗争事件（せきねぐみとほりいいっかのこうそうじけん）は、1939年（昭和14年）11月中旬から始まった東京市の関根組（組長は関根賢）と神奈川県片瀬の堀井一家（総長は加藤伝太郎）との暴力団抗争事件。

## 関根組と堀井一家の抗争事件の経緯
『桜木のエイ坊』こと中畑英吉が東京市の関根組の賭場で負けがこみ関根組から借金をし、関根組副組長・木津政雄から督促されるに及び、1939年11月中旬に熱海市で開かれる予定であった堀井一家と上家鉄三郎（横浜市菊川町）の合同賭場に来れば金を支払う、との旨を約束。堀井一家と上家が主催する合同賭場は熱海市銀座通りの旅館「新花家」を借り切って開帳され、堀井一家の横山新次郎、中盆の仲代義助、堀井一家の稲川角二が一堂に会した。中畑は、「新花家」の2階の賭場で遊んでいた。
同日午後4時すぎ、木津や通称『コブマツ』ら関根組組員が「新花家」を訪れ、玄関にいた上家の若衆に、中畑への面会を求めた。若衆は中畑はおらぬと返答したが、木津らは返答を無視する格好で「新花家」に入り2階に上る。コブマツが中畑を発見するや借金の返済を迫ったが、そこへ横山が割って入りコブマツを殴打。木津が自らの身分を名乗ったため、加藤は賭博を中止させ20人近い客を帰した。横山新次郎が日本刀を持ち木津らに相対する構えを見せると、木津は稲川に匕首を突きつける。だが稲川は、木津の腕を逆手に取って折り階段下に突き落とした。コブマツが稲川角二を止めた。木津とコブマツに同行していた関根組組員は上家の若衆から暴行を受け、加藤は横山に関根組への連絡を命じる。横山は関根組に電話をして、木津ら関根組組員を「新花家」まで引き取りに来るように言った。加えて加藤は、片瀬から若衆20数人を呼び寄せ、「新花家」の斜め前の旅館「高村旅館」に待機させた。関根組から山形正造ら4人が、木津らを連れ帰るために到着したのは同日午後9時過ぎで、木津ら組員を同道の上で東京に引き上げた。
合同賭場での喧嘩から3日後の夜、横山は早速関根組からの報復を予想して手を打つ。片瀬の加藤宅を空にして、そこへ薪を運ばせ人型に積ませて人が待機しているように見せかけるとともに、若衆や助っ人を周囲に伏せさせて報復に備えた。一方、関根組側も、組員100人が40丁の拳銃を持って、熱海市の旅館「見晴荘」、旅館「湯の屋」、旅館「あけぼの荘」に分かれて集結。両者間の衝突の可能性が高まったことから、関根と兄弟分だった芝浦の高木康太組長が仲裁に入るものの失敗して断指した。
その後稲川が横山に関根暗殺を進言、稲川の進言に賛同した横山は稲川に拳銃と佐山と井原という若衆2人を用意した。稲川角二は妻の一二三に別れを告げ、東京に向かった。合同賭場での喧嘩から4日後に横山は『関根は、浅草の料亭「鯉の滝」と向島の料亭「京の川」と向島の料亭「たちばな家」によく顔を出す。「たちばな家」を利用する頻度が一番高い』という情報を入手し、稲川に伝えた。稲川は、佐山を「京の川」に張り込ませ、井原を「鯉の滝」に張り込ませて、自分は「たちばな家」を張り込んだ。だが、そこに現れたのは（用意した）関根賢の写真とそっくりの男で、稲川は関根組長の兄・関根実（政友会院外団常任理事）だと判断し、「たちばな家」に入った男への襲撃は止めた。その後、関根らしい男は「たちばな家」には現われなかった。
同日、武部申策が高木康太と話し合い、住吉一家・倉持直吉総長と銀座の生井一家・篠原縫殿之輔が両者の仲裁に入った。横山は佐山からの電話連絡の際「至急、稲川角二、佐山、井原は加藤伝太郎の家に帰れ」と指示し、早速佐山は「たちばな家」に張り込んでいた稲川に連絡。稲川は居酒屋から横山に電話をし、倉持と篠原による仲裁が進んでいることを確認した。
その後、芝浦の待合「松杉館」の2階大広間で、関根組と堀井一家との手打ち式が行われた。関根組からは、関根賢や藤田卯一郎（のちの松葉会会長）ら10名が出席。堀井一家からは、加藤伝太郎や保土ケ谷の代貸し・山本信治ら10人が出席した。仲介者は、倉持直吉と篠原縫殿之輔であった。稲川角二と木津政雄は出席しなかった。